# Weatherby Swann
Weatherby Swann, of Gouverneur Swann, is een personage uit de Pirates of the Caribbean-films. Hij is de gouverneur van het Caraïbische plaatsje Port Royal en de vader van Elizabeth Swann. Zowel Elizabeth als Weatherby zeilden acht jaar voor aanvang van de eerste film naar het Caraïbische gebied vanwege de aanstelling van Weatherby als gouverneur. Swann wil graag dat zijn dochter met Commodore James Norrington trouwt, maar accepteert uiteindelijk dat ze meer houdt van Will Turner.
Weatherby Swann wordt gespeeld door Jonathan Pryce.

## Biografie

### Pirates of the Caribbean: The Curse of the Black Pearl
Aan het begin van deze film is te zien hoe Weatherby en zijn dochter op hun reis naar Port Royal langs de resten van een zojuist aangevallen schip komen en de jonge Will Turner vinden. In de rest van de film heeft Weatherby niet echt een grote rol, maar hij is wel betrokken bij het laatste gevecht tussen de piraten van Hector Barbossa en de marine op zijn schip, de Dauntless.

### Pirates of the Caribbean: Dead Man's Chest
In deze film wordt Weatherby eveneens gevangen door Cutler Beckett, die hij nog lijkt te kennen van jaren terug. Hij geeft zich uiteindelijk aan hem over. Wel helpt hij zijn dochter, die gevangen is genomen wegens het helpen van Jack Sparrow, ontsnappen uit de gevangenis. Deze daad moet hij uiteindelijk met zijn leven bekopen.

### Pirates of the Caribbean: At World's End
Weatherby zal onder controle blijven van Cutler Beckett, die hem ook wijsmaakt dat Elizabeth is omgekomen. Maar uiteindelijk wordt hij zelf vermoord door Beckett.
De Black Pearl en haar bemanning zijn bijna op de weg terug in de wereld van de stervelingen wanneer ze kleine bootjes met mensen erin in tegenovergestelde richting langs het schip zien varen. Het blijken de pas gestorvenen te zijn, die hun reis naar het hiernamaals maken. In een van de vele bootjes die naar het hiernamaals varen, ziet Elizabeth haar vader, die vermoord werd door Lord Beckett. Elizabeth raakt in paniek en wil hem redden, maar haar vader lijkt te berusten in zijn lot.

## Gewoonten
Weatherby, die waarschijnlijk is opgegroeid in Engeland, gelooft sterk in de Engelse tradities, mode en idealen en schrijft deze dan ook voor aan de burgers van Port Royal. Hij draagt zelf ook altijd een grote pruik, groter nog dan die van de andere karakters. Hij wil graag dat zijn dochter zich aan de tradities van de Engelse vrouwen houdt.
Weatherby is erg beschermend tegenover zijn dochter, en riskeert zelfs zijn positie als gouverneur om haar te helpen ontsnappen in de tweede film. Als ze later in gevaar blijkt te zijn, stemt hij tegen zijn zin toe om de Britse Oost-Indische Compagnie te helpen in de hoop dat hij haar ook kan beschermen. Zijn liefde voor Elizabeth is duidelijk belangrijker voor hem dan zijn sociale status, eer en verplichtingen.

## Trivia
Volgens het commentaar op de DVD van de eerste film was Swanns rol oorspronkelijk nog veel kleiner. Zo zou hij in eerste instantie niet meegaan met Commodore Norrington op zijn zoektocht naar Elizabeth. Zijn rol werd uitgebreid omdat er nog geen hoofdpersonages aanwezig waren bij het gevecht aan boord van de Dauntless.